# Sigismund von Braun

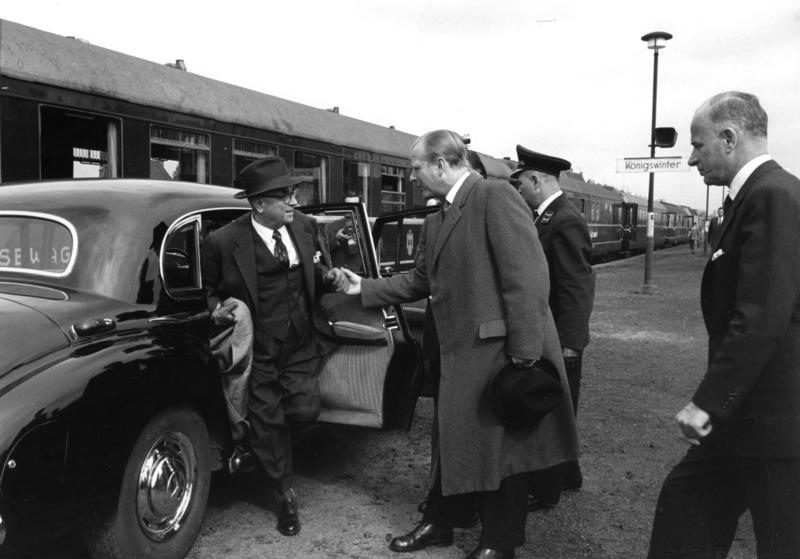
Sigismund Freiherr von Braun empfängt den türkischen Staatspräsidenten Celâl Bayar bei einem Staatsbesuch, 9. Mai 1958.

Sigismund Maximilian Werner Freiherr von Braun (* 15. April 1911 im damaligen Zehlendorf bei Berlin; † 13. Juli 1998 in Bonn) war ein deutscher Diplomat und Staatssekretär im Auswärtigen Amt (1970–1972).

## Leben
Sigismund Freiherr von Braun war der älteste Sohn des ostpreußischen Gutsbesitzers und späteren Reichsernährungsministers Magnus Freiherr von Braun und der Emmy von Quistorp. Er war der ältere Bruder der Raketenforscher Wernher und Magnus von Braun, sowie Vater der Politikerin Carola von Braun und der Kulturwissenschaftlerin Christina von Braun.
Er besuchte die Schule in Gumbinnen in Ostpreußen und später das Französische Gymnasium in Berlin, wo er 1929 das Abitur ablegte. Nach einer Banklehre studierte er Jura, ging 1934 mit Hilfe eines Stipendiums des Deutschen Akademischen Austauschdienstes für ein Jahr nach Cincinnati (USA) und machte anschließend eine Weltreise (Japan, China, Malaya, Indien u. a.). 1936 trat er als Attaché in den Auswärtigen Dienst ein. Seit April 1937 war er persönlicher Referent des deutschen Botschafters in Paris Johannes von Welczeck, wurde aber schon im September infolge einer Auseinandersetzung mit Baldur von Schirach an das deutsche Konsulat nach Addis Abeba versetzt, Hauptstadt des bis 1940 italienisch besetzten Abessinien. Nach der Besetzung des Landes durch britische Truppen wurde das deutsche Diplomatenteam interniert. Von Braun verbrachte die Internierungszeit in Aden und später bis 1943 in Kenia. Danach erfolgte der Austausch gegen von deutscher Seite festgesetzte alliierte Diplomaten und die kurzzeitige Rückkehr nach Berlin. Am 22. Dezember 1937 beantragte er die Aufnahme in die NSDAP und wurde zum 1. Oktober 1939 aufgenommen (Mitgliedsnummer 7.218.146). 1940 heiratete er Hildegard Beck-Margis (1915–2001). Aus der Ehe wurden fünf Kinder geboren. 1943 trat er als Legationssekretär den Dienst an der Botschaft am Heiligen Stuhl in Rom an, wo er bis 1946 blieb. Er hatte sich mit Frau und Kind zusammen mit anderen Botschaftsangehörigen kurz vor der Eroberung Roms durch westalliierte Truppen am 4. Juni 1944 aus der deutschen Vatikan-Botschaft, die sich außerhalb der Vatikanstadt in der Villa Bonaparte in Rom befand, in die Mauern des Vatikans begeben, wo ihnen und weiteren Diplomaten Aufnahme und Schutz gewährt wurden, obwohl sie evangelischen Glaubens waren. Zur Geburt ihres zweiten Kindes Christina wurde ihnen von den Alliierten ein Permit erteilt, ein Krankenhaus in Rom aufzusuchen, ebenso für die Taufe des Kindes, die von dem in Rom ungeschoren von den Amerikanern lebenden evangelischen Pastor Dahlgrün in der Villa Bonaparte durchgeführt wurde. Das dritte Kind der Familie wurde im Dezember 1945 innerhalb des Vatikans geboren.
Da von Braun und anderen Botschaftsangehörigen, wie Albrecht von Kessel, freies Geleit für die Rückkehr nach Deutschland versprochen wurde sowie die Zusicherung, sich beliebig in der amerikanischen Besatzungszone niederlassen zu dürfen, begab sich von Braun am 30. August 1946 zunächst ohne seine Familie zurück nach Deutschland. Entgegen der Zusicherung wurden Braun und Kessel bei ihrer Ankunft in Frankfurt am Main verhaftet und in der Festung Hohenasperg bei Ludwigsburg interniert. Hier trafen sie auf andere Mitglieder des Auswärtigen Dienstes, die wie sie erst jetzt aus dem Ausland zurückgekehrt waren. Bereits Ende 1946 wurde er aus Hohenasperg entlassen. Im Rahmen des zu dieser Zeit durchgeführten Entnazifizierungsverfahrens wurde er trotz Parteimitgliedschaft als „entlastet“ eingestuft, da er „unter grossem persönlichen Risiko geistliche und andere Dienststellen darin unterstützte, religiös, politisch und rassisch Verfolgte zu verbergen und ihre Deportierung zu verhindern“. Nach Internierung in Deutschland arbeitete er zeitweise in der Privatwirtschaft, dann als Assistent bei mehreren Nürnberger Prozessen, so beim Wilhelmstraßen-Prozess gegen Ernst von Weizsäcker, und schließlich als Angestellter des Landes Rheinland-Pfalz. Am 1. Dezember 1953 trat er in den Diplomatischen Dienst der Bundesrepublik Deutschland ein und wurde zum Gesandtschaftsrat I. Klasse ernannt. Am 7. Dezember 1953 trat er seinen Dienst bei der Diplomatischen Vertretung in London an. Dort erfolgte am 10. August 1955 seine Ernennung zum Botschaftsrat I. Klasse. Am 8. April 1958 wurde er Chef des Protokolls im Auswärtigen Amt in Bonn. In den verschiedensten Positionen zeigte der weltmännische, schlagfertige und charmante Meister des Balanceaktes sein Verhandlungsgeschick. Am 10. Juli 1958 erhielt er seine Ernennung zum Botschafter.
Von 1962 bis 1968 wurde er als Ständiger Vertreter bei den Vereinten Nationen in New York eingesetzt, von 1968 bis 1970 und 1972 bis 1976 als deutscher Botschafter in Frankreich und von 1970 bis 1972 als Staatssekretär im Auswärtigen Amt unter Bundesaußenminister Walter Scheel (FDP). Seit 1956 war er Mitglied der FDP. Zudem war er Rechtsritter des Johanniterordens.

## Auszeichnungen
- 1962: Großes Goldenes Ehrenzeichen mit dem Stern für Verdienste um die Republik Österreich[9]
- 1971: Ritter-Großkreuz der Orden von Oranien-Nassau der Niederlande

## Veröffentlichungen
- Frankreich und Deutschland im Blick auf die Europawahl; Vortrag gehalten auf Einladung des Ostpreußenblattes und der Staats- und Wirtschaftspolitische Gesellschaft e. V. Hamburg am 16. Mai 1979 in Hamburg / Sigismund Freiherr von Braun. – Hamburg: Staats- und Wirtschaftspolitische Gesellschaft, 1979. – 16 Seiten – (Kleine swg-Reihe; H. 17)
- Sigismund von Braun: Flüchtige Gäste. Auf Weltenbummel 1933–1935. Haag + Herchen, Frankfurt am Main 1993, ISBN 978-3-89228-980-7.